# Hermann von Salza
Hermann von Salza (Langensalza, Turingia, c. 1179-20 de marzo de 1239) fue el cuarto gran maestre de la Orden Teutónica, desde 1209 hasta 1239, y uno de los más importantes e influyentes políticos de su época.

## Biografía
Nació en una familia ministerial en Langensalza, cerca de Eisenach, en la región alemana de Turingia, posiblemente alrededor de 1179. Se desconoce cuándo entró de la Orden Teutónica, pero sí se sabe que consiguió llegar a ser gran maestre de dicha orden en 1209. Estuvo dedicando gran parte de su tiempo en sus primeros años de Maestre en el mar Mediterráneo. Durante esta primera parte de su maestrazgo estuvo sirviendo en la Corona de Aragón y en Livonia. 
En 1211 Von Salza dirigió una expedición contra los cumanos a instancias del rey Andrés II de Hungría, pero los húngaros se quejaron de la presencia de la Orden Teutónica. Fue amigo y consejero del emperador del Sacro Imperio Romano Germánico Federico II Hohenstaufen, siendo incluso mediador en las negociaciones entre el emperador y el papa Honorio III, quien también reconoció las cualidades del maestre y de su orden, reforzando el estatus de esta.
Acompañó a Federico II a la Quinta Cruzada, luchando con bravura en la conquista de Damietta en 1219, hecho que le fue bien reconocido y condecorado por el que era regente de Jerusalén, Juan de Brienne. Hermann convenció a Federico para que dirigiera la Sexta Cruzada ante la llamada del nuevo papa Gregorio IX. Sin embargo, el emperador contrajo la malaria y se demoró en ir hacia Tierra Santa, hecho que enfureció al Papa y le hizo pensar que era una excusa para no cumplir el voto de cruzada y fue propuesto para ser excomulgado, hecho que confirmaría Inocencio IV en 1245. Una vez recuperado, Federico reanudó la marcha y fue hacia los Santos Lugares. Una vez allí, Hermann von Salza fue parcialmente responsable del matrimonio del emperador con la hija de Juan de Brienne, Yolanda, la que sería Isabel II de Jerusalén en 1225. Pero esta fallecería en 1228 dejando a Federico sin poder ninguno; solo tenía el derecho de proteger al heredero al trono, su hijo Conrado II Hohenstaufen. Federico llegó a reconquistar de nuevo Jerusalén para los cristianos mediante la vía diplomática con los jurazminíes, gobernadores musulmanes de los Santos Lugares. Las reuniones mantenidas para tal fin  fueron realizadas por los negociadores de al-Kamil, Fakhr ad-Din y Salah ad-Din de Arbela y por los de Federico II, Von Salza, Guillermo de Éxeter y Pedro de Winchester. Sin embargo, la devolución de Jerusalén a manos cristianas no gustó al papa, y los Templarios y los Hospitalarios dejaron de prestar apoyo, tanto a Federico como a Von Salza. La entrada en la ciudad se celebró el 17 de marzo de 1229, con presencia de von Salza.

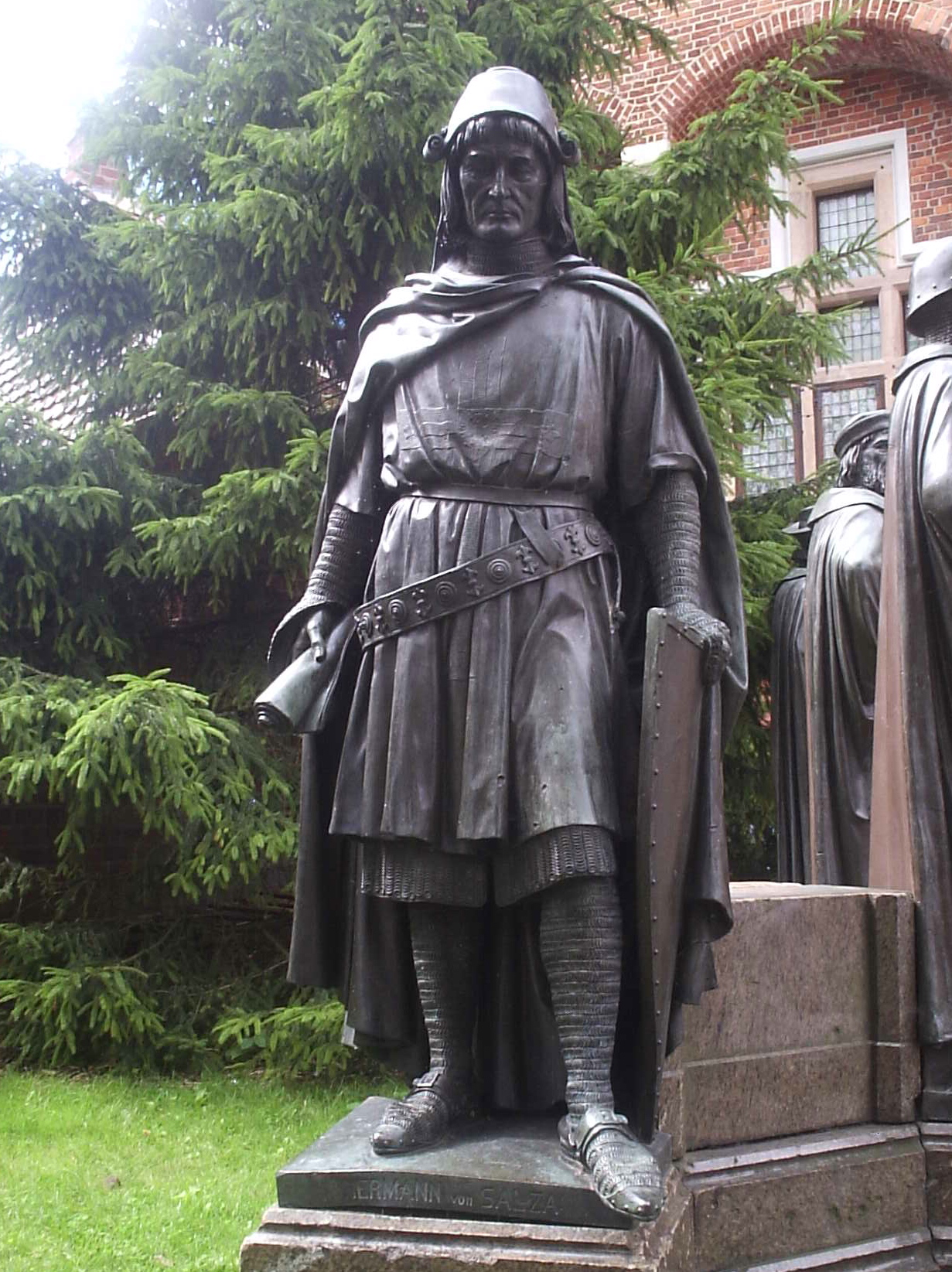
Monumento a Hermann von Salza en Malbork.

De retorno a Europa, Hermann fue el encargado de respaldar a Federico II, pese a que los nobles del imperio se le habían rebelado por la propuesta de excomunión. También luchó contra los paganos de Prusia a petición de Conrado I de Mazovia. Organizó las bases para la expansión germana por la Europa oriental organizando una larga campaña en 1230 para cristianizar las regiones del Báltico y formar un verdadero Estado feudal en Prusia gobernado por la Orden Teutónica, que subsistiría hasta el siglo XV.
Von Salza posteriormente visitó al papa y al emperador para llevar a la Orden nuevos privilegios y donaciones. Además los Hermanos Livonios de la Espada fueron incorporados a la Orden Teutónica en 1237. Siguió teniendo un papel destacado otra vez como mediador entre el papa Gregorio y Federico, pero esta negociación  se rompió a la muerte de Von Salza.
Dentro de la Orden, sin embargo, los caballeros llegaron a estar insatisfechos ante la ausencia de su gran maestre, ya que este estaba más inmerso en la vida política. Fue reclamado por sus caballeros, pero ya se vio incapacitado para ser líder religioso y pronto se retiró a Salerno en 1238. Murió el 20 de marzo de 1239.